# МЦ-55
МЦ-55 — советский спортивно-целевой однозарядный пистолет. Разработан в 1961 году. Пистолет выпускается мелкими сериями по отдельным заказам.

## Описание
Ствол пистолета имеет длину около 51 калибра (285 мм). Мушка и целик сменные. Длина прицельной линии регулируется от 355 до 400 мм. Радиус рассеивания на дальности 50 м — 2,5 см.
Ствол запирается качающимся затвором. Рычаг затвора расположен под стволом. Подача патрона в патронник ствола производится вручную. Гильза извлекается из патронника экстрактором и удаляется за пределы коробки отражателем при перемещении затвора в заднее положение.
УСМ курковый, с прямой тягой курка и винтовой боевой пружиной, взводится особым взводителем на левой стороне пистолета. Усилие спуска регулируется в пределах 0,01—0,1 кг.
Рукоять деревянная ортопедическая, из ореховой древесины, кисть при удержании пистолета практически полностью «охвачена».
Пистолет не может произвести выстрел при незапертом стволе.

## Варианты и модификации
- МЦ-55-1 - глубокая модернизация пистолета выполненная ленинградским оружейным мастером Зигмундом Петровичем Домбраускасом. Был улучшен ударно-спусковой механизм и перестволен ствол.[4]
- МЦ-55-1М

## Страны-эксплуатанты
- СССР
- Молдова - МЦ-55-1 сертифицирован в качестве спортивного оружия[5]